# Тит Калестрий Тирон Орбий Сперат
Тит Калестрий Тирон Орбий Сперат (на латински: Titus Calestrius Tiro Orbius Speratus) е сенатор на Римската империя през 2 век.
През 122 г. той е суфектконсул заедно с Гай Требий Максим.